# Paepalanthus lepidus
Paepalanthus lepidus är en gräsväxtart som beskrevs av Silveira. Paepalanthus lepidus ingår i släktet Paepalanthus och familjen Eriocaulaceae. Inga underarter finns listade i Catalogue of Life.